# Iridomyrmex cyaneus
Iridomyrmex cyaneus är en myrart som beskrevs av Wheeler 1915. Iridomyrmex cyaneus ingår i släktet Iridomyrmex och familjen myror. Inga underarter finns listade i Catalogue of Life.